# اندی ناگلین
اندی ناگلین (انگلیسی: Andy Nägelein؛ زادهٔ ۵ اکتبر ۱۹۸۱) بازیکن فوتبال اهل آلمان است.
از باشگاه‌هایی که در آن بازی کرده‌است می‌توان به باشگاه فوتبال شنژن، باشگاه فوتبال هنگ کنگ رنجرز، و باشگاه ایسترن اسپورتز اشاره کرد.
وی همچنین در تیم ملی فوتبال هنگ کنگ بازی کرده‌است.